# Filip Bonačić
Filip Bonačić (Spalato, 27 gennaio 1911 – Villaco, 30 maggio 1991) è stato un pallanuotista jugoslavo.
Ha partecipato alle Olimpiadi estive del 1936.